# Bá quyền
Bá quyền là việc một quốc gia có ưu thế hoặc kiểm soát về chính trị, kinh tế hoặc quân sự một hay những quốc gia khác. Ở Hy Lạp cổ đại (thế kỉ 8 TCN – 6 TCN), bá quyền chỉ ưu thế chính trị-quân sự của một thành bang này đối với những thành bang khác.